# Tetera de Yixing
La tetera Yixing es una tetera hecha de arcilla de Yixing (provincia de Jiangsu) tradicionalmente usada para preparar el té. Surgió en China en el siglo XV.

## Origen
Excavaciones arqueológicas han revelado que tan pronto como en la dinastía Song (siglo X) los alfareros cerca de Yixing usaban la arcilla zhisha local para fabricar utensilios que podían emplearse como teteras. El autor de finales de la dinastía Ming Zhou Gaoqi afirmó que durante el reinado del emperador Zhengde (1502–1521) un monje del Templo Jinsha (‘arena dorada’) de Yixing fabricó una tetera de excelente calidad con arcilla local. Las teteras de una calidad semejante se hicieron pronto populares entre las clases pudientes, y la fama de las teteras de Yixing empezó a extenderse.

## Siglo XX
La teteras de Yixing no se hacen realmente en la ciudad homónima, sino en la cercana Dīngshān, también conocida como Dingshu, que cae dentro del área administrativa de Yixing. Cientos de tiendas de teteras flanquean las populosas calles de la ciudad, que es un popular destino turístico chino. Aunque Dīngshān alberga docenas de fábricas de cerámica, la Fábrica Número 1 Yíxīng Zǐshā, que abrió en 1958, procesa una gran parte de la arcilla usada en la región, fabricando cacharros de cerámica fina y contando con una gran exposición comercial.

## Características y uso
Las teteras de Yixing se fabrican para elaborar té negro y té oolong, así como pǔ’ěr. También pueden usarse para tés verdes y blancos, pero para estos debe dejarse enfriar el agua hasta unos 85 °C antes de verterla en la tetera. Las teteras Zisha (una arcilla de arena púrpura presente solo en Yixing) absorben una diminuta cantidad de té durante la cocción. Tras un uso prolongado, desarrollan un recubrimiento que retiene el sabor y el color del té, razón por la que no debe emplearse jabón para limpiarse, enjuagándose solo con agua y dejándose secar al aire.
El tamaño de estas teteras es inferior al de las occidentales, ya que están diseñadas para uso individual. Tradicionalmente algunos chinos bebían el té del pitorro de la tetera directamente a la boca.
También existen tazas de Yixing para cocer té directamente en ellas.